# Odessey and Oracle
Odessey and Oracle is een psychedelisch rock- en popalbum van de Britse groep The Zombies. De plaat verscheen in 1968 toen de band al uiteengevallen was.

## Opnamen
Odessey and Oracle was het tweede studio-album van de band. In 1965 was Begin Here verschenen, met zestien songs, deels covers, deels eigen werk. Deze tweede plaat bevatte alleen eigen composities van groepsleden Rod Argent en Chris White.
The Zombies waren in 1967 overgestapt van het platenlabel Decca naar CBS en kregen met Odessey and Oracle de mogelijkheid zich met een groot project te profileren. In de zomermaanden (juni, juli) werden de eerste zeven nummers in de prestigieuze Abbey Road-studio opgenomen, waar the Beatles in datzelfde jaar Sgt. Pepper's Lonely Hearts Club Band hadden opgenomen en Pink Floyd The Piper at the Gates of Dawn. Omdat Abbey Road in augustus niet beschikbaar was, werden Beechwood Park, Maybe After He's Gone en I Want Her She Wants Me in de Londense Olympic Studio opgenomen, waarna in november de laatste twee nummers, Time of the Season en Changes weer in Abbey Road werden vastgelegd.

## Instrumentarium
Hoewel de band de meeste nummers met de vertrouwde instrumenten (gitaar, bas, piano/orgel en drums) opnam, was voor een deel van de muziek ook aan strijkers gedacht. Omdat die te duur bleken, bespeelde Argent daar de mellotron, een instrument dat het geluid van een strijkorkest kon nabootsen en dat later dat jaar door de Moody Blues werd gebruikt tijdens de opnamen van het album Days of future passed.
In Butcher's Tale, (Western Front 1914), een aanklacht tegen de oorlog en gesitueerd tijdens de Eerste Wereldoorlog werd een harmonium gebruikt. Dit nummer is het enige van de twaalf dat door bassist Chris White werd gezongen.

## Ontvangst
Nadat de beide singles geen succes hadden gehad, werd in april 1968 het album op de Britse markt uitgebracht en aansluitend in de rest van (West-) Europa. In de Verenigde Staten was aanvankelijk geen belangstelling, maar na lang aandringen door producer Al Kooper werd het in 1968 toch op een nevenlabel van CBS uitgebracht.
Terwijl the Zombies al niet meer bestonden en Rod Argent en Chris White bezig waren met een nieuw project, de band Argent, bleek Time of the Season ineens de hitlijsten te bestormen. Het zou na She's not there de tweede grote Zombieshit worden.

## Nummers
1. "Care of Cell 44" (Rod Argent) - 3:57
2. "A Rose for Emily" (Rod Argent)- 2:19
3. "Maybe After He's Gone" (Chris White) - 2:34
4. "Beechwood Park" (Chris White) - 2:44
5. "Brief Candles" (Chris White) - 3:30
6. "Hung Up on a Dream" (Rod Argent)- 3:02
7. "Changes" (Chris White) - 3:20
8. "I Want Her, She Wants Me" (Rod Argent)- 2:53
9. "This Will Be Our Year" (Chris White) - 2:08
10. "Butcher's Tale (Western Front 1914)" (Chris White) - 2:48
11. "Friends of Mine" (Chris White) - 2:18
12. "Time of the Season" (Rod Argent)- 3:34

## Veertig jaar later
Omdat the Zombies al voor het uitbrengen van Odessey and Oracle uiteengevallen waren, zou de band de nummers van het album nooit live spelen.
Time of the Season werd in 1997 wél door het oorspronkelijke vijftal uitgevoerd. Ter gelegenheid van het uitbrengen van de verzamelbox Zombie Heaven stonden Colin Blunstone, Rod Argent, Chris White, Paul Atkinson en Hugh Grundy voor één keer weer samen op het podium. Bij die gelegenheid klonken She's not there en Time of the Season.
In 2004, toen gitarist Atkinson al terminaal ziek was, volgde een tweede (korte) reünie.
Ter gelegenheid van de veertigste verjaardag van het album werden in 2008 enkele concerten gegeven, waarop de vier resterende Zombies, samen met gitarist Keith Airey het complete Odessey and Oracle uitvoerden. De reünie werd opgenomen op cd en dvd als Odessey and Oracle (Revisited).
De concerten hadden zoveel succes dat de band in april 2009 nog vier concerten gaf, in Glasgow, Bristol, Manchester en Londen. Rod Argent zei na afloop van het slotconcert op 25 april dat dit de laatste keer zou zijn dat Odessey and Oracle live te horen was.
Een aantal nummers van het album wordt echter steevast gespeeld tijdens de concerten die Blunstone en Argent geven met de touring band van the Zombies (met Jim Rodford op bas, Keith Airey op gitaar en Steve Rodford op drums.